# Liste der Autorenbeteiligungen und Produktionen von Adel Tawil
Dies ist eine Übersicht über die Kompositionen, Liedtexte und Musikproduktionen des deutschen Musikers, Komponisten, Liedtexters und Musikproduzenten Adel Tawil. Zu berücksichtigen ist, dass Hitmedleys, Remixe, Liveaufnahmen oder Neuaufnahmen des gleichen Interpreten nicht aufgeführt werden. Tätigkeiten als Komponist und/oder Liedtexter sind in der folgenden Tabelle als Autor zusammengefasst worden.

## #
| Jahr | Titel        | Interpret             | Autor | Produzent                   |
| ---- | ------------ | --------------------- | ----- | --------------------------- |
| 2005 | 1.000 Gründe | Michael von der Heide |       | Grünes Häkchensymbol für ja |

## A
| Jahr | Titel                  | Interpret                        | Autor                       | Produzent                   |
| ---- | ---------------------- | -------------------------------- | --------------------------- | --------------------------- |
| 2023 | Aaliyah (Fata Morgana) | Adel Tawil                       | Grünes Häkchensymbol für ja |                             |
| 2009 | Alleine Tanzen         | Ich + Ich                        |                             | Grünes Häkchensymbol für ja |
| 2013 | Aschenflug             | Adel Tawil feat. Sido & Prinz Pi | Grünes Häkchensymbol für ja |                             |
| 2013 | Auf Sand gebaut        | Adel Tawil                       | Grünes Häkchensymbol für ja | Grünes Häkchensymbol für ja |
| 2005 | Aus und vorbei         | Maya Saban                       | Grünes Häkchensymbol für ja |                             |
| 2023 | Autobahn               | Adel Tawil                       | Grünes Häkchensymbol für ja |                             |
| 2004 | Ave Maria              | Le Chant                         | Grünes Häkchensymbol für ja |                             |

## B
| Jahr | Titel                    | Interpret                               | Autor                       | Produzent                   |
| ---- | ------------------------ | --------------------------------------- | --------------------------- | --------------------------- |
| 1997 | Back in Forth            | The Boyz                                | Grünes Häkchensymbol für ja |                             |
| 2017 | Bis hier und noch weiter | Adel Tawil feat. KC Rebell & Summer Cem | Grünes Häkchensymbol für ja |                             |
| 1997 | Boyz in the House        | The Boyz                                | Grünes Häkchensymbol für ja |                             |
| 2007 | Brücke                   | Ich + Ich                               |                             | Grünes Häkchensymbol für ja |

## C
| Jahr | Titel         | Interpret | Autor                       | Produzent |
| ---- | ------------- | --------- | --------------------------- | --------- |
| 1998 | Christmastime | The Boyz  | Grünes Häkchensymbol für ja |           |

## D
| Jahr | Titel                        | Interpret                | Autor                       | Produzent                   |
| ---- | ---------------------------- | ------------------------ | --------------------------- | --------------------------- |
| 2005 | Dadadada                     | Ich + Ich                | Grünes Häkchensymbol für ja | Grünes Häkchensymbol für ja |
| 2007 | Dämonen                      | Ich + Ich                |                             | Grünes Häkchensymbol für ja |
| 2009 | Danke                        | Ich + Ich                |                             | Grünes Häkchensymbol für ja |
| 2008 | Darum leben wir              | Cassandra Steen          | Grünes Häkchensymbol für ja |                             |
| 2005 | Das alles ändert nicht daran | Maya Saban + Cosmo Klein | Grünes Häkchensymbol für ja | Grünes Häkchensymbol für ja |
| 2005 | Das Leben rast vorbei        | Ich + Ich                | Grünes Häkchensymbol für ja | Grünes Häkchensymbol für ja |
| 2008 | Der 8. Tag                   | Michael von der Heide    | Grünes Häkchensymbol für ja | Grünes Häkchensymbol für ja |
| 2010 | Der Himmel soll warten       | Sido feat. Adel Tawil    | Grünes Häkchensymbol für ja |                             |
| 2005 | Der Wind                     | Ich + Ich                | Grünes Häkchensymbol für ja | Grünes Häkchensymbol für ja |
| 2009 | Die Lebenden und die Toten   | Ich + Ich                |                             | Grünes Häkchensymbol für ja |
| 2008 | Die Liebe findet mich schon  | Ich + Ich                |                             | Grünes Häkchensymbol für ja |
| 2005 | Dienen                       | Ich + Ich                |                             | Grünes Häkchensymbol für ja |
| 2006 | DJ                           | Maike von Bremen         |                             | Grünes Häkchensymbol für ja |
| 2005 | Du erinnerst mich an Liebe   | Ich + Ich                |                             | Grünes Häkchensymbol für ja |
| 2013 | Dunkelheit                   | Adel Tawil               | Grünes Häkchensymbol für ja | Grünes Häkchensymbol für ja |

## E
| Jahr | Titel             | Interpret             | Autor                       | Produzent                   |
| ---- | ----------------- | --------------------- | --------------------------- | --------------------------- |
| 2008 | Einen Sommer lang | Michael von der Heide |                             | Grünes Häkchensymbol für ja |
| 2009 | Einer von zweien  | Ich + Ich             |                             | Grünes Häkchensymbol für ja |
| 2009 | Eis               | Cassandra Steen       | Grünes Häkchensymbol für ja |                             |
| 2009 | Es tut mir leid   | Ich + Ich             |                             | Grünes Häkchensymbol für ja |

## F
| Jahr | Titel          | Interpret             | Autor                       | Produzent                   |
| ---- | -------------- | --------------------- | --------------------------- | --------------------------- |
| 2005 | Felsen im Meer | Ich + Ich             | Grünes Häkchensymbol für ja | Grünes Häkchensymbol für ja |
| 2005 | Fenster        | Ich + Ich             | Grünes Häkchensymbol für ja | Grünes Häkchensymbol für ja |
| 2023 | Fenster        | Adel Tawil            | Grünes Häkchensymbol für ja |                             |
| 2023 | Feuer und Eis  | Adel Tawil            | Grünes Häkchensymbol für ja |                             |
| 2008 | Flieg mit mir  | Jörn Schlönvoigt      | Grünes Häkchensymbol für ja |                             |
| 2008 | Freie Sicht    | Michael von der Heide | Grünes Häkchensymbol für ja | Grünes Häkchensymbol für ja |
| 2009 | Funken Liebe   | Cassandra Steen       | Grünes Häkchensymbol für ja |                             |
| 2023 | Für immer      | Adel Tawil            | Grünes Häkchensymbol für ja |                             |

## G
| Jahr | Titel                    | Interpret                      | Autor                       | Produzent                   |
| ---- | ------------------------ | ------------------------------ | --------------------------- | --------------------------- |
| 2011 | Gebt alles               | Cassandra Steen                | Grünes Häkchensymbol für ja |                             |
| 2004 | Geht’s dir schon besser? | Ich + Ich                      | Grünes Häkchensymbol für ja | Grünes Häkchensymbol für ja |
| 1998 | Get On Up to the Top     | The Boyz                       | Grünes Häkchensymbol für ja |                             |
| 1998 | Get Out of My Dreams     | The Boyz                       | Grünes Häkchensymbol für ja |                             |
| 2011 | Gib mir mehr             | Cassandra Steen                | Grünes Häkchensymbol für ja |                             |
| 2008 | Gib mir was von dir      | Michael von der Heide          | Grünes Häkchensymbol für ja | Grünes Häkchensymbol für ja |
| 2009 | Glaub ihnen kein Wort    | Cassandra Steen                | Grünes Häkchensymbol für ja |                             |
| 1998 | God Bless                | The Boyz                       | Grünes Häkchensymbol für ja |                             |
| 2006 | Gone                     | Maike von Bremen               |                             | Grünes Häkchensymbol für ja |
| 2013 | Graffiti Love            | Adel Tawil feat. Humpe & Humpe | Grünes Häkchensymbol für ja |                             |

## H
| Jahr | Titel             | Interpret             | Autor                       | Produzent                   |
| ---- | ----------------- | --------------------- | --------------------------- | --------------------------- |
| 2009 | Hallo Hallo       | Ich + Ich             |                             | Grünes Häkchensymbol für ja |
| 2013 | Herzschrittmacher | Adel Tawil            | Grünes Häkchensymbol für ja |                             |
| 1998 | Hey You           | The Boyz              | Grünes Häkchensymbol für ja |                             |
| 2009 | Hilf mir          | Ich + Ich             |                             | Grünes Häkchensymbol für ja |
| 2008 | Hotel Paradiso    | Michael von der Heide |                             | Grünes Häkchensymbol für ja |

## I
| Jahr | Titel                             | Interpret             | Autor                       | Produzent                   |
| ---- | --------------------------------- | --------------------- | --------------------------- | --------------------------- |
| 2006 | I Don’t Mind                      | Maike von Bremen      |                             | Grünes Häkchensymbol für ja |
| 1998 | I Like                            | The Boyz              | Grünes Häkchensymbol für ja |                             |
| 2007 | Ich atme ein, ich atme aus        | Ich + Ich             |                             | Grünes Häkchensymbol für ja |
| 2005 | Ich bin wie du                    | Michael von der Heide |                             | Grünes Häkchensymbol für ja |
| 2007 | Ich fürchte mich                  | Ich + Ich             |                             | Grünes Häkchensymbol für ja |
| 2005 | Ich hab’ gehört                   | Ich + Ich             | Grünes Häkchensymbol für ja | Grünes Häkchensymbol für ja |
| 2005 | Ich hab’ Zeit                     | Ich + Ich             | Grünes Häkchensymbol für ja | Grünes Häkchensymbol für ja |
| 2005 | Ich sehe was, was du nicht siehst | Ich + Ich             | Grünes Häkchensymbol für ja | Grünes Häkchensymbol für ja |
| 2004 | Ich und ich                       | Ich + Ich             |                             | Grünes Häkchensymbol für ja |
| 2013 | Immer da                          | Adel Tawil            | Grünes Häkchensymbol für ja | Grünes Häkchensymbol für ja |
| 2008 | Immer wenn du denkst              | Michael von der Heide | Grünes Häkchensymbol für ja | Grünes Häkchensymbol für ja |
| 2005 | In den Bergen                     | Michael von der Heide |                             | Grünes Häkchensymbol für ja |
| 2017 | Ist da jemand                     | Adel Tawil            | Grünes Häkchensymbol für ja |                             |

## J
| Jahr | Titel        | Interpret | Autor                       | Produzent                   |
| ---- | ------------ | --------- | --------------------------- | --------------------------- |
| 2007 | Junk         | Ich + Ich | Grünes Häkchensymbol für ja | Grünes Häkchensymbol für ja |
| 1998 | Just Like Me | The Boyz  | Grünes Häkchensymbol für ja |                             |

## K
| Jahr | Titel             | Interpret  | Autor                       | Produzent                   |
| ---- | ----------------- | ---------- | --------------------------- | --------------------------- |
| 2013 | Kartenhaus        | Adel Tawil | Grünes Häkchensymbol für ja | Grünes Häkchensymbol für ja |
| 2013 | Kater am Meer     | Adel Tawil | Grünes Häkchensymbol für ja |                             |
| 1998 | Kids of the Night | The Boyz   | Grünes Häkchensymbol für ja |                             |

## L
| Jahr | Titel     | Interpret                                    | Autor                       | Produzent                   |
| ---- | --------- | -------------------------------------------- | --------------------------- | --------------------------- |
| 2022 | Labyrinth | Adel Tawil & Bozza                           | Grünes Häkchensymbol für ja |                             |
| 2022 | Labyrinth | Adel Tawil                                   | Grünes Häkchensymbol für ja |                             |
| 2008 | Leise     | Michael von der Heide                        | Grünes Häkchensymbol für ja | Grünes Häkchensymbol für ja |
| 2013 | Lieder    | Adel Tawil                                   | Grünes Häkchensymbol für ja | Grünes Häkchensymbol für ja |
| 2014 | Lieder    | Luke Mockridge                               | Grünes Häkchensymbol für ja |                             |
| 2014 | Lieder    | WDR 2 & Esad Bikic (Liedtitel: Jecke Lieder) | Grünes Häkchensymbol für ja |                             |
| 2015 | Lieder    | Opus Sanctus                                 | Grünes Häkchensymbol für ja |                             |
| 2023 | Leuchten  | Adel Tawil                                   | Grünes Häkchensymbol für ja |                             |

## M
| Jahr | Titel               | Interpret             | Autor                       | Produzent                   |
| ---- | ------------------- | --------------------- | --------------------------- | --------------------------- |
| 2008 | Ma chambre & moi    | Michael von der Heide | Grünes Häkchensymbol für ja | Grünes Häkchensymbol für ja |
| 2007 | Mach dein Licht an  | Ich + Ich             | Grünes Häkchensymbol für ja | Grünes Häkchensymbol für ja |
| 2008 | Mein Zimmer & ich   | Michael von der Heide | Grünes Häkchensymbol für ja | Grünes Häkchensymbol für ja |
| 1998 | Million Pearl       | The Boyz              | Grünes Häkchensymbol für ja |                             |
| 2006 | Miss Myself in You  | Maike von Bremen      |                             | Grünes Häkchensymbol für ja |
| 2006 | More Than This      | Maike von Bremen      |                             | Grünes Häkchensymbol für ja |
| 2008 | Morgen auf dem Mond | Michael von der Heide | Grünes Häkchensymbol für ja | Grünes Häkchensymbol für ja |

## N
| Jahr | Titel                     | Interpret                                | Autor                       | Produzent                   |
| ---- | ------------------------- | ---------------------------------------- | --------------------------- | --------------------------- |
| 2013 | Neujahr                   | Adel Tawil                               | Grünes Häkchensymbol für ja | Grünes Häkchensymbol für ja |
| 2007 | Nichts bringt mich runter | Ich + Ich                                | Grünes Häkchensymbol für ja | Grünes Häkchensymbol für ja |
| 2013 | Niemals niemand           | Adel Tawil                               | Grünes Häkchensymbol für ja | Grünes Häkchensymbol für ja |
| 2022 | Niemandsland              | Adel Tawil                               | Grünes Häkchensymbol für ja |                             |
| 2023 | Nirvana                   | Adel Tawil                               | Grünes Häkchensymbol für ja |                             |
| 2021 | Nummer eins               | Farid Bang feat. Adel Tawil & Haftbefehl | Grünes Häkchensymbol für ja |                             |
| 2005 | Nur jemand den ich kannte | Ich + Ich                                | Grünes Häkchensymbol für ja | Grünes Häkchensymbol für ja |

## O
| Jahr | Titel      | Interpret | Autor                       | Produzent |
| ---- | ---------- | --------- | --------------------------- | --------- |
| 1997 | One Minute | The Boyz  | Grünes Häkchensymbol für ja |           |

## P
| Jahr | Titel                                    | Interpret                                    | Autor                       | Produzent                   |
| ---- | ---------------------------------------- | -------------------------------------------- | --------------------------- | --------------------------- |
| 2013 | Paradies                                 | Adel Tawil                                   | Grünes Häkchensymbol für ja | Grünes Häkchensymbol für ja |
| 2005 | Paris c’est toi                          | Michael von der Heide                        | Grünes Häkchensymbol für ja | Grünes Häkchensymbol für ja |
| 2009 | Paris c’est toi                          | Swiss Jazz Orchestra & Michael von der Heide | Grünes Häkchensymbol für ja |                             |
| 2009 | Pflaster                                 | Ich + Ich                                    |                             | Grünes Häkchensymbol für ja |
| 2007 | Prison Break Anthem (Ich glaub’ an dich) | Azad feat. Adel Tawil                        | Grünes Häkchensymbol für ja |                             |

## R
| Jahr | Titel         | Interpret        | Autor                       | Produzent                   |
| ---- | ------------- | ---------------- | --------------------------- | --------------------------- |
| 2006 | Rain on Me    | Maike von Bremen | Grünes Häkchensymbol für ja | Grünes Häkchensymbol für ja |
| 1997 | Round & Round | The Boyz         | Grünes Häkchensymbol für ja |                             |

## S
| Jahr | Titel              | Interpret                        | Autor                       | Produzent                   |
| ---- | ------------------ | -------------------------------- | --------------------------- | --------------------------- |
| 2008 | Schlafen & Schiffe | Michael von der Heide            |                             | Grünes Häkchensymbol für ja |
| 2013 | Schnee             | Adel Tawil                       |                             | Grünes Häkchensymbol für ja |
| 2007 | Schütze mich       | Ich + Ich                        |                             | Grünes Häkchensymbol für ja |
| 1998 | Shame              | The Boyz                         | Grünes Häkchensymbol für ja |                             |
| 2023 | Silberstreif       | Adel Tawil                       | Grünes Häkchensymbol für ja |                             |
| 2007 | So soll es bleiben | Ich + Ich                        |                             | Grünes Häkchensymbol für ja |
| 2008 | Sprich mit mir     | Michael von der Heide            | Grünes Häkchensymbol für ja | Grünes Häkchensymbol für ja |
| 2023 | Spiegelbild        | Adel Tawil                       | Grünes Häkchensymbol für ja |                             |
| 2009 | Stadt              | Cassandra Steen feat. Adel Tawil | Grünes Häkchensymbol für ja |                             |
| 2012 | Stadt              | Adoro                            | Grünes Häkchensymbol für ja |                             |
| 2007 | Stark              | Ich + Ich                        | Grünes Häkchensymbol für ja | Grünes Häkchensymbol für ja |
| 2012 | Stark              | Jasmin Graf                      | Grünes Häkchensymbol für ja |                             |
| 2009 | Stein              | Ich + Ich                        |                             | Grünes Häkchensymbol für ja |
| 2023 | Stolz              | Adel Tawil                       | Grünes Häkchensymbol für ja |                             |

## T
| Jahr | Titel              | Interpret               | Autor                       | Produzent                   |
| ---- | ------------------ | ----------------------- | --------------------------- | --------------------------- |
| 1998 | Take My Heart      | Just Friends            | Grünes Häkchensymbol für ja |                             |
| 2011 | Tanz               | Cassandra Steen         | Grünes Häkchensymbol für ja |                             |
| 1997 | Tell Me            | The Boyz                | Grünes Häkchensymbol für ja |                             |
| 1998 | That’s Why We Stop | The Boyz                | Grünes Häkchensymbol für ja |                             |
| 1998 | Tonite             | The Boyz                | Grünes Häkchensymbol für ja |                             |
| 2008 | Tout un été        | Michael von der Heide   |                             | Grünes Häkchensymbol für ja |
| 2023 | Tränenpalast       | Adel Tawil              | Grünes Häkchensymbol für ja |                             |
| 2007 | Trösten            | Ich + Ich               |                             | Grünes Häkchensymbol für ja |
| 2019 | Tu m’appelles      | Adel Tawil feat. Peachy | Grünes Häkchensymbol für ja |                             |

## U
| Jahr | Titel         | Interpret  | Autor                       | Produzent                   |
| ---- | ------------- | ---------- | --------------------------- | --------------------------- |
| 2005 | Umarme mich   | Ich + Ich  | Grünes Häkchensymbol für ja | Grünes Häkchensymbol für ja |
| 2009 | Universum     | Ich + Ich  |                             | Grünes Häkchensymbol für ja |
| 2015 | Unsere Lieder | Adel Tawil | Grünes Häkchensymbol für ja |                             |
| 2013 | Unter Wasser  | Adel Tawil | Grünes Häkchensymbol für ja | Grünes Häkchensymbol für ja |

## V
| Jahr | Titel            | Interpret                               | Autor                       | Produzent                   |
| ---- | ---------------- | --------------------------------------- | --------------------------- | --------------------------- |
| 2013 | Vermiss mich     | Adel Tawil                              | Grünes Häkchensymbol für ja |                             |
| 2019 | Vielleicht       | Gestört aber geil feat. Adel Tawil      | Grünes Häkchensymbol für ja |                             |
| 2017 | Voll mein Ding   | KC Rebell & Summer Cem feat. Adel Tawil | Grünes Häkchensymbol für ja |                             |
| 2007 | Vom selben Stern | Ich + Ich                               | Grünes Häkchensymbol für ja | Grünes Häkchensymbol für ja |
| 2008 | Vom selben Stern | Rhythms del Mundo feat. Ich + Ich       | Grünes Häkchensymbol für ja |                             |
| 2012 | Vom selben Stern | Adoro                                   | Grünes Häkchensymbol für ja |                             |
| 2012 | Vom selben Stern | Deborah Sasson                          | Grünes Häkchensymbol für ja |                             |
| 2012 | Vom selben Stern | Max Giesinger                           | Grünes Häkchensymbol für ja |                             |
| 2014 | Vom selben Stern | Nino de Angelo                          | Grünes Häkchensymbol für ja |                             |

## W
| Jahr | Titel                     | Interpret                | Autor                       | Produzent                   |
| ---- | ------------------------- | ------------------------ | --------------------------- | --------------------------- |
| 2009 | Was wär ich ohne dich     | Ich + Ich                |                             | Grünes Häkchensymbol für ja |
| 2023 | Was wirklich gut war      | Adel Tawil               | Grünes Häkchensymbol für ja |                             |
| 2013 | Weinen                    | Adel Tawil               | Grünes Häkchensymbol für ja | Grünes Häkchensymbol für ja |
| 2005 | Wenn der Regen fällt      | Maya Saban + Cosmo Klein | Grünes Häkchensymbol für ja | Grünes Häkchensymbol für ja |
| 2013 | Wenn du liebst            | Adel Tawil               | Grünes Häkchensymbol für ja |                             |
| 2007 | Wenn ich tot bin          | Ich + Ich                |                             | Grünes Häkchensymbol für ja |
| 2005 | Wie konnte das passieren? | Ich + Ich                |                             | Grünes Häkchensymbol für ja |
| 2005 | Wo die Liebe hinfällt     | Ich + Ich                |                             | Grünes Häkchensymbol für ja |

## Y
| Jahr | Titel                              | Interpret                    | Autor                       | Produzent                   |
| ---- | ---------------------------------- | ---------------------------- | --------------------------- | --------------------------- |
| 2009 | Yasmine                            | Ich + Ich mit Mohamed Mounir | Grünes Häkchensymbol für ja | Grünes Häkchensymbol für ja |
| 1999 | You Are the One for Me             | The Boyz                     | Grünes Häkchensymbol für ja |                             |
| 1997 | You Don’t Know What I Feel for You | The Boyz                     | Grünes Häkchensymbol für ja |                             |

## Z
| Jahr | Titel                                | Interpret                  | Autor                       | Produzent |
| ---- | ------------------------------------ | -------------------------- | --------------------------- | --------- |
| 2008 | Zauberlicht                          | Magda Ruck                 | Grünes Häkchensymbol für ja |           |
| 2013 | Zuhause                              | Adel Tawil feat. Matisyahu | Grünes Häkchensymbol für ja |           |
| 2015 | Zuhause ist die Welt noch in Ordnung | Sido feat. Adel Tawil      | Grünes Häkchensymbol für ja |           |